# Conus kaesleri
Espèce
Conus kaesleri est une espèce fossile de mollusques gastéropodes marins de la famille des Conidae.

## Description
La taille de la coquille atteint 46,5 mm.

## Distribution
Cette espèce marine est seulement trouvée comme fossile dans le Néogène de la République dominicaine.

## Taxonomie

### Publication originale
L'espèce Conus kaesleri a été décrite pour la première fois en 2015 par le malacologiste américain Jonathan R. Hendricks,,.